# Bučací potok (přírodní rezervace)
Bučací potok je přírodní rezervace poblíž obce Ostravice v okrese Frýdek-Místek. Oblast spravuje AOPK ČR Správa CHKO Beskydy. Důvodem ochrany je geomorfologická lokalita a komplex starých bukových (Fagus) porostů s javorem klenem (Acer pseudoplatanus), vzácně i s jedlí (Abies) a jilmem (Ulmus). 